# Деттенхайм
Деттенхайм (нем. Dettenheim) — община в Германии, в земле Баден-Вюртемберг. 
Подчиняется административному округу Карлсруэ. Входит в состав района Карлсруэ.  Население составляет 6496 человек (на 31 декабря 2010 года). Занимает площадь 30,89 км².